# José Gomes (Fußballspieler)
José „Zé“ Gomes (* 8. April 1999 in Bissau, Guinea-Bissau) ist ein portugiesischer Fußballspieler.

## Karriere

### Verein
José Gomes stammt aus der Jugend von Benfica Lissabon und kam dort in der UEFA Youth League zum Einsatz. Sein Profidebüt in der Primeira Liga gab er am 9. September 2016 gegen den FC Arouca (1:2). Bis zum Saisonende folgten noch vier weitere Pflichtspieleinsätze und der Gewinn der nationalen Meisterschaft und des Pokals. Auch kam er in dieser Spielzeit zu einer Partie in der UEFA Champions League gegen den SSC Neapel (2:4). Anschließend war Gomes nur noch in der Reservemannschaft des Vereins aktiv und wurde zwischenzeitlich an den Portimonense SC sowie Lechia Gdańsk verliehen. Im Sommer 2021 verpflichtet ihn dann der bulgarische Erstligist Tscherno More Warna, von dem er aber schon in der Rückrunde wieder an Seregno Calcio abgegeben wurde. Am 3. September 2022 unterschrieb Gomes einen Vertrag beim CFR Cluj in Rumänien, bei dem er bis zur Winterpause jedoch lediglich in zwei Pokalspielen zum Einsatz kam und daraufhin für die Rückrunde an den Ligarivalen Universitatea Cluj verliehen wurde. Mit dem Verein zog er ins Finale des rumänischen Pokals ein, unterlag dort jedoch im Elfmeterschießen Sepsi OSK. Im Sommer 2023 wechselte Gomes erst nach Zypern zu Ethnikos Achnas, ehe er sich zur Winterpause dem ukrainischen Erstligisten Tschornomorez Odessa anschloss.

### Nationalmannschaft
Von 2013 bis 2019 absolvierte der Stürmer insgesamt 62 Partien für diverse portugiesische Jugendnationalmannschaften und erzielte dabei 29 Treffer. Mit der U-17-Auswahl gewann er 2016 die Europameisterschaft in Aserbaidschan und wurde dort mit 7 Treffern auch Torschützenkönig und zum besten Spieler des Turniers gewählt. Zwei Jahre später konnte er mit der U-19-Nationalmannschaft beim Turnier in Finnland erneut Europameister werden.

## Erfolge
Verein
- Portugiesischer Meister: 2017
- Portugiesischer Pokalsieger: 2017

Nationalmannschaft
- U17-Europameister: 2016
- U19-Europameister: 2018

## Auszeichnungen
- Bester Spieler der U17-Europameisterschaft 2016
- Torschützenkönig der U17-Europameisterschaft 2016